# ليور (فلم 2015)
ليور (بالبولندية: Córki Dancingu) هو فيلم رعب موسيقي بولندي من إخراج اغنيشكا اسموجينسكا. الفيلم مستوحى من مسرحية الحورية الصغيرة للكاتب هانس كريستيان أندرسن.

## القصة
في ثمانينيات القرن الماضي، التقت غولدن وسيلفر وهما حورية بحر خرجتها إلأى اليابسة، بفرقة روك تُدعى "فيجز آند داتس"، أثناء استرخائهما وعزفهما الموسيقى على شاطئ في بولندا. رافقتا الفرقة إلى الملهى الليلي حيث يقدمون عروضًا منتظمة، وبدأتا بتقديم عروضهما هناك، كراقصات ومغنيات. سرعان ما أصبحت الفتاتان فرقة باسم "ذا ليور"، تقع إحداهما في حب رجل، فتتخلى عن ذيلها، لكنها تفقد صوتها. القصة مُعاد صياغتها من قصة حورية البحر الصغيرة الخيالية التي كتبها هانز كريستيان أندرسن عام 1837.

## الممثلون
- مارتا مازوريك في دور سيلفر
- ميخالينا أولزانسكا بدور غولدن
- كينغا بريس في دور مغنية الملهى الليلي
- أندريه كونوبكا في دور عازف الدرامز
- جاكوب جيرزال في دور عازف باس
- زيجمونت مالانوفيتش في دور المدير
- ماجدالينا سيليكا في دور راقصة تعري
- كاترزاينا هيرمان في دور ميليتشانتكا بوروتشنيك
- مارسين كووالتشيك في دور تريتون / ديدالوس
- كايا كولودزيجك في دور كريستال

## الإنتاج
وصفت المخرجة أغنيسكا سموتشينسكا الفيلم بأنه "قصة بلوغ"، مُحاكيةً ذكريات شبابها. وتذكر أن والدتها كانت تدير ملهىً ليليًا، حيث "تناولت أول جرعة فودكا، وأول سيجارة، وأول خيبة أمل جنسية، وأول شعور مهم تجاه شاب". كانت حوريات البحر بمثابة تجريد سمح لها بسرد قصتها دون الكشف عن الكثير من شخصيتها. سعى كاتب السيناريو روبرت بوليستو إلى كتابة قصة مستوحاة من صديقتين له كانتا ترتادان الملاهي الليلية في ثمانينيات القرن الماضي، مما أثار حماس سموتشينسكا وأثر في طفولتها.
أرادت سموكزينسكا أيضًا أن يكون الفيلم إعادة سرد لقصة حورية البحر الصغيرة للكاتب هانس كريستيان أندرسن، وطورت فكرتها عن حوريات البحر من حكايات القرنين الرابع عشر والسادس عشر التي وصفتهن بأنهن أخوات التنانين، وبالتالي جعلتهن جزءًا من الوحشية. اخترعت حاجتهن للتغذية على قلوب البشر وميلهن لمهاجمة حناجر ضحاياهن.

## الاستقبال
لقي الفيلم استقبالًا متباينًا في بولندا. على موقع تجميع المراجعات روتن توميتوز، حصل الفيلم على نسبة موافقة 89% بناءً على 81 مراجعة، بمتوسط تقييم 7.2/10. وجاء في إجماع نقاد الموقع: «يضيف فيلم ليور لمسة جنسية متمردة على قصة حورية البحر المعروفة، متغلبًا على عيوبه من خلال التنوع الكبير والطموح الجامح». أما موقع ميتاكريتيك، الذي يستخدم متوسطًا مرجحًا، فقد منح الفيلم درجة 72 من 100، بناءً على 19 ناقد، مما يشير إلى مراجعات إيجابية بشكل عام.
كتب جوزيبي سيديا من صحيفة كراكوف بوست أن أول فيلم روائي طويل للمخرجة سموتشينسكا هو «عمل سينمائي يُعبر عن حب عاصمة بولندا في ثمانينيات القرن الماضي، بلافتاتها النيونية المتلألئة، وحياتها الليلية المرحة، وقدرتها على احتساء كميات كبيرة من الفودكا في أوج عطائها». وصفت روبينا رامجي، محررة الأفلام والمراجعة في مجلة ريلجن آند سينما، الفيلم بأنه «أوبرا روك، وفيلم رعب، وقصة خيالية عن حوريات البحر، كلها مجتمعة في فيلم واحد». أشاد جاي لودغ من مجلة فارايتي بالفيلم لأصالته، واصفًا إياه بأنه «آسر، وأحيانًا مُثير للشغب». ومع ذلك، فقد شعر أن السيناريو يفتقر إلى الأفكار في تصوير سمات حوريات البحر كمصاصي دماء، ولم يكن متأكدًا من أجواء الفيلم في ثمانينيات القرن الماضي، وما إذا كان يُلمح إلى سياسات ذلك الوقت. منحها الناقد ديفيد إيرليتش من موقع إندي واير درجة B+، واصفًا إياها بأنها «أفضل مسرحية موسيقية قوطية عن حوريات البحر آكلي لحوم البشر على الإطلاق».

## الجوائز والترشيحات
| قائمة الجوائز والترشيحات | قائمة الجوائز والترشيحات           | قائمة الجوائز والترشيحات                         | قائمة الجوائز والترشيحات | قائمة الجوائز والترشيحات | قائمة الجوائز والترشيحات |
| السنة                    | الجائزة                            | الفئة                                            | المستلم                  | النتيجة                  | م.                       |
| ------------------------ | ---------------------------------- | ------------------------------------------------ | ------------------------ | ------------------------ | ------------------------ |
| 2016                     | مهرجان كالجاري السينمائي تحت الأرض | أفضل فيلم روائي                                  | ليور                     | فوز                      | [ 15 ]                   |
| 2016                     | فانتاسبورتو                        | أفضل فيلم                                        | ليور                     | فوز                      | [ 16 ]                   |
| 2016                     | مهرجان ناشفيل السينمائي            | جائزة لجنة التحكيم الخاصة للموسيقى               | ليور                     | فوز                      | [ 17 ]                   |
| 2016                     | مهرجان ناشفيل السينمائي            | جائزة لجنة التحكيم الكبرى                        | ليور                     | فوز                      | [ 17 ]                   |
| 2016                     | مهرجان ناشفيل السينمائي            | جائزة لجنة التحكيم الخاصة - ممثلة                | مارتا مازوريك            | فوز                      | [ 17 ]                   |
| 2016                     | مهرجان ناشفيل السينمائي            | جائزة ستيفن غولدمان للرؤية                       | أجنيسكا سموكزينسكا       | فوز                      | [ 17 ]                   |
| 2016                     | مهرجان صاندانس السينمائي           | جائزة لجنة التحكيم الخاصة للرؤية والتصميم الفريد | أجنيسكا سموكزينسكا       | فوز                      | [ 18 ]                   |
| 2015                     | مهرجان غدينيا السينمائي            | أفضل فيلم لأول مرة                               | أجنيسكا سموكزينسكا       | فوز                      | [ 7 ]                    |

## روابط خارجية
- ليور على موقع IMDb (الإنجليزية)
- ليور على موقع ميتاكريتيك (الإنجليزية)
- ليور على موقع روتن توميتوز (الإنجليزية)
- ليور على موقع ألو سيني (الفرنسية)
- ليور على موقع Turner Classic Movies (الإنجليزية)
- ليور على موقع أول موفي (الإنجليزية)
- ليور على موقع بوكس أوفيس موجو (الإنجليزية)
- ليور على موقع فيلمافينيتي (الإسبانية)
- ليور على موقع قاعدة بيانات الفيلم (الإنجليزية)
- ليور على موقع ليتربوكسد (الإنجليزية)